# Eminium koenenianum
Eminium koenenianum là một loài thực vật có hoa trong họ Ráy (Araceae). Loài này được Lobin & P.C.Boyce mô tả khoa học đầu tiên năm 1991.